# Cratere Kushva
Kushva  è un cratere sulla superficie di Marte.